# Isten, áldd meg a magyart

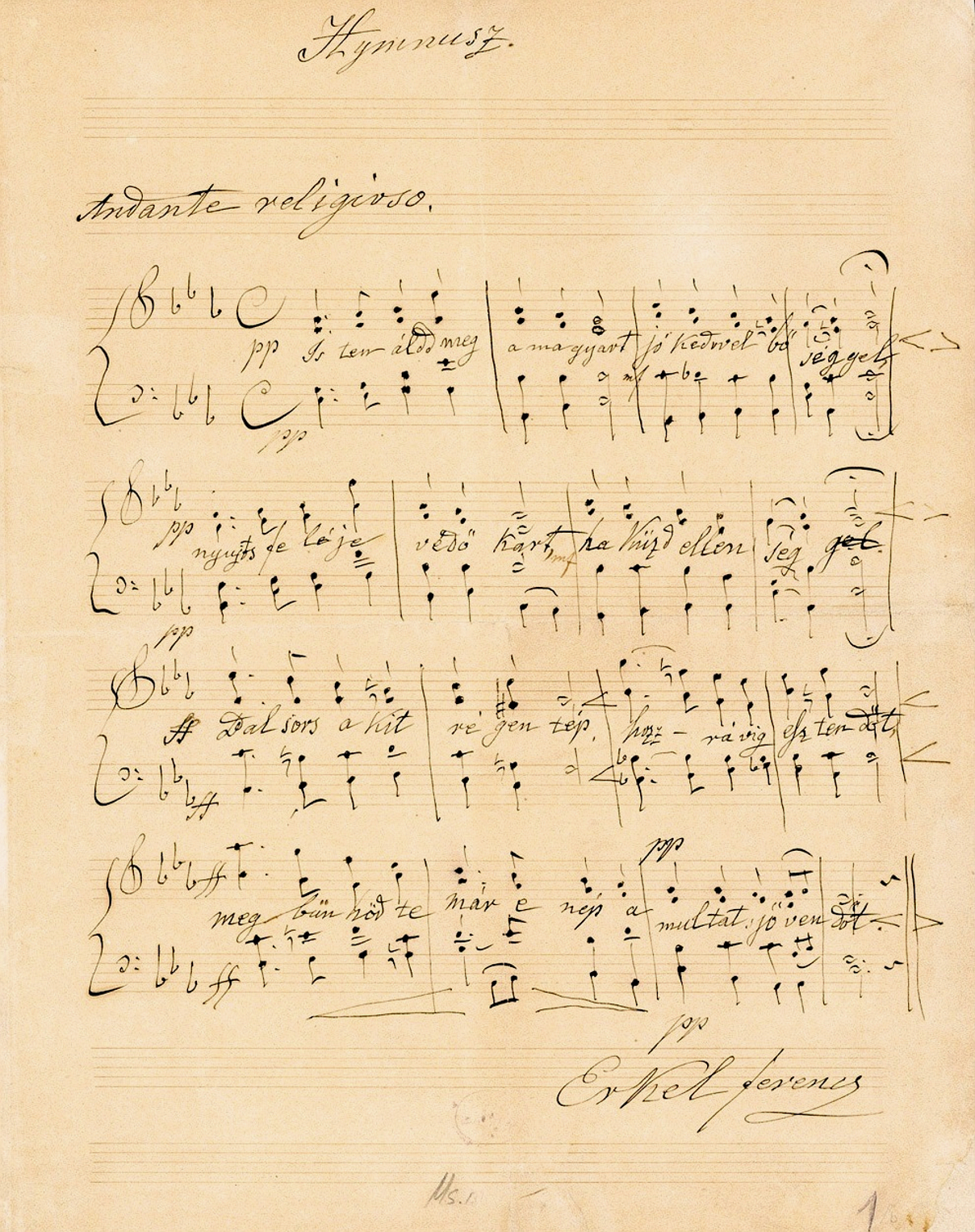
Bladmuziek van Himnusz

Isten, áldd meg a magyart of Himnusz is het volkslied van Hongarije. De tekst werd geschreven door Ferenc Kölcsey, de muziek is van Ferenc Erkel. Het werd als volkslied aangenomen in 1844 en het eerste couplet wordt gezongen bij officiële gelegenheden. Daarnaast wordt ook vaak bij officiële gelegenheden Szózat gezongen en het Székely himnusz van de etnische Hongaren in Roemenië.
| Isten, áldd meg a magyart Jó kedvvel, bőséggel, Nyújts feléje védő kart, Ha küzd ellenséggel; Bal sors akit régen tép, Hozz rá víg esztendőt, Megbűnhődte már e nép A múltat s jövendőt! Őseinket felhozád Kárpát szent bércére, Általad nyert szép hazát Bendegúznak vére. S merre zúgnak habjai Tiszának, Dunának, Árpád hős magzatjai Felvirágozának. Értünk Kunság mezein Ért kalászt lengettél, Tokaj szőlővesszein Nektárt csepegtettél. Zászlónk gyakran plántálád Vad török sáncára, S nyögte Mátyás bús hadát Bécsnek büszke vára. Hajh, de bűneink miatt Gyúlt harag kebledben, S elsújtád villámidat Dörgő fellegedben, Most rabló mongol nyilát Zúgattad felettünk, Majd töröktől rabigát Vállainkra vettünk. Hányszor zengett ajkain Ozman vad népének Vert hadunk csonthalmain Győzedelmi ének! Hányszor támadt tenfiad Szép hazám, kebledre, S lettél magzatod miatt Magzatod hamvvedre! Bújt az üldözött, s felé Kard nyúlt barlangjában, Szerte nézett s nem lelé Honját e hazában, Bércre hág és völgybe száll, Bú s kétség mellette, Vérözön lábainál, S lángtenger fölette. Vár állott, most kőhalom, Kedv s öröm röpkedtek, Halálhörgés, siralom Zajlik már helyettek. S ah, szabadság nem virul A holtnak véréből, Kínzó rabság könnye hull Árvák hő szeméből! Szánd meg Isten a magyart Kit vészek hányának, Nyújts feléje védő kart Tengerén kínjának. Bal sors akit régen tép, Hozz rá víg esztendőt, Megbűnhődte már e nép A múltat s jövendőt! | Letterlijke vertaling God, zegen de Hongaren Met goede zin en overvloed, Reik hun uw beschermende arm, Als ze strijden met de vijand; Lang verscheurd door een kwaad lot, Breng hun nu een blijde tijd, Dit volk heeft reeds geboet Voor het verleden en de toekomst! Onze voorvaderen bracht U Naar de heilige toppen van de Karpaten, Door U werd een mooi vaderland gewonnen Voor 't nageslacht van Bendegúz. En waar de golven ruisen Van de Tisza en de Donau, De dappere telgen van Árpád Zullen er tot bloei komen. Omwille van ons op de Koemaanse velden Deed U de aren wiegen, De wijnranken van Tokaj Deed U van nectar druipen. Dikwijls plantte U ons vaandel Op de schansen van de wilde Turken, En Mátyás' grimmige leger tergde De trotse burcht van Wenen. Maar helaas, om onze zonden Ontstak Uw borst in toorn, En U sloeg met Uw bliksem In uw bulderende wolken, De pijlen der plunderende Mongolen Bracht U nu eens over ons, En 't slavenjuk der Turken Namen wij dan weer op onze schouders. Hoe vaak niet klonk op de lippen Van Osmans woeste volk Op de botten van ons verpletterd leger Een overwinningslied! Hoe vaak stonden Uw zoons, Mijn vaderland, op tegen Uw borst, En werd U omwille van Uw telgen Tot dier graftombe! De vluchteling verborg zich en tot hem Strekte zich het zwaard in zijn grot, Overal keek hij maar hij vond niet Zijn thuis in het vaderland, Toppen besteeg hij, in dalen trad hij neder, Smart en wanhoop naast hem, Plassen bloed onder zijn voeten, Boven hem een zee van vuur. Er stond een burcht, nu slechts een puinhoop, Geluk en blijdschap vervlogen, Doodskreten en geweeklaag Hebben hun plaats ingenomen. En ach, vrijheid bloeit niet Uit het bloed van de doden, De tranen der kwellende slavernij stromen Uit de vurige ogen der wezen! God, erbarm U over de Hongaren Getroffen door rampspoed, Reik hun Uw beschermende arm Op hun zee van kwelling. Lang verscheurd door een kwaad lot, Breng hun nu een blijde tijd, Dit volk heeft reeds geboet Voor het verleden en de toekomst! |